# Arkadiusz Malarz
Arkadiusz Malarz, né le 19 juin 1980 à Pułtusk (Pologne), est un footballeur polonais, qui joue actuellement pour le ŁKS Łódź au poste de gardien de but.
Ancien joueur de AO Xanthi (2006-2007), il conserva ses buts inviolés durant 7 matchs et 683 minutes, ce qui constitue le record d'invincibilité en minutes dans le Championnat de Grèce de football.

## Palmarès
- Coupe de Pologne 2016
- Championnat de Pologne 2016 et 2017